# Агва-Фрія (Нью-Мексико)
Агва-Фрія (англ. Agua Fria) — переписна місцевість (CDP) в США, в окрузі Санта-Фе штату Нью-Мексико. Населення — 2913 особи (2020).

## Географія
Агва-Фрія розташована за координатами 35°39′44″ пн. ш. 106°1′4″ зх. д. / 35.66222° пн. ш. 106.01778° зх. д. (35.662351, -106.017874).  За даними Бюро перепису населення США в 2010 році переписна місцевість мала площу 6,79 км², з яких 6,58 км² — суходіл та 0,21 км² — водойми. В 2017 році площа становила 6,28 км², з яких 6,11 км² — суходіл та 0,17 км² — водойми.

## Демографія
Згідно з переписом 2010 року, у переписній місцевості мешкало 2800 осіб у 1069 домогосподарствах у складі 666 родин. Густота населення становила 413 особи/км².  Було 1134 помешкання (167/км²).
Расовий склад населення:
| - 69,4 % — білих - 1,6 % — корінних американців - 0,5 % — азіатів - 0,4 % — чорних або афроамериканців - 0,1 % — вихідців з тихоокеанських островів - 23,9 % — осіб інших рас |

До двох чи більше рас належало 4,2 %. Частка іспаномовних становила 79,3 % від усіх жителів.
За віковим діапазоном населення розподілялося таким чином: 25,6 % — особи молодші 18 років, 63,9 % — особи у віці 18—64 років, 10,5 % — особи у віці 65 років та старші. Медіана віку мешканця становила 35,6 року. На 100 осіб жіночої статі у переписній місцевості припадало 95,9 чоловіків;  на 100 жінок у віці від 18 років та старших — 97,3 чоловіків також старших 18 років.
Середній дохід на одне домашнє господарство  становив 44 764 долари США (медіана — 30 342), а середній дохід на одну сім'ю — 43 766 доларів (медіана — 32 257). За межею бідності перебувало 36,4 % осіб, у тому числі 59,7 % дітей у віці до 18 років та 0,0 % осіб у віці 65 років та старших.
Цивільне працевлаштоване населення становило 1208 осіб. Основні галузі зайнятості: освіта, охорона здоров'я та соціальна допомога — 24,9 %, роздрібна торгівля — 13,2 %, публічна адміністрація — 12,3 %.